# Ding Song
Dans ce nom chinois, le nom de famille, Ding, précède le nom personnel Song.
Ding Song (丁松; pinyin: Dīng Sōng; né en 1971) est un pongiste chinois, de style défenseur. 
Il a été à deux reprises champion du monde par équipes en 1995 et en 1997.
Il a remporté la Coupe du monde en 1994, l'Open du Japon ITTF en 1996 et l'Open d'Australie à Melbourne en 1997.
Après avoir joué en Allemagne quelques années, il est retourné en Chine en 2003 et a joué en Super league jusqu'en 2007. Il est diplômé en 2009 de l'université de Shanghai.